# 경상북도의 문화재자료 (제201호 ~ 제300호)
경상북도 문화재자료는 문화재자료 중에서 경상북도 내에 있는 문화재자료를 의미한다.

## 지정 목록

### 제201호 ~ 제300호
| 번호    | 사진 | 명칭                                                  | 소재지                                          | 관리자 (단체)        | 지정일                                                                                                 | 참조 |
| 201호   |      | 봉강재 (鳳岡齋)                                       | 경북 포항시 북구 기계면 기남길 253번길 74       | 파평윤씨문중         | 1987년 12월 29일 지정                                                                                  |      |
| 202호   |      | 달전재사 (達田齋舍)                                   | 경북 포항시 연일읍 달전리 425                   | 이성환               | 1987년 12월 29일 지정, 2012년 10월 22일 해제, 경북 민속문화재 제143호로 재지정                         |      |
| 203호   |      | 보문사극락전 (普門寺極樂殿)                           | 경북 예천군 보문면 보문사길 243 (수계 158)      | 보문사               | 1988년 9월 23일 지정                                                                                   |      |
| 204호   |      | 삼강강당 (三江講堂)                                   | 경북 예천군 풍양면 삼강리길 53-14 (삼강 70)     | 정동성               | 1988년 9월 23일 지정                                                                                   |      |
| 205호   |      | 영일기천고택 (迎日杞泉古宅)                           | 경북 포항시 남구 기계면 협동길 50-1             | 김영정               | 1988년 9월 23일 지정                                                                                   |      |
| 206호   |      | 오덕리이원돌가옥 (吾德里李源乭家屋)                   | 경북 포항시 북구 기북면 덕동문화길 48-3         | 이원돌               | 1988년 9월 23일 지정, 2013년 4월 8일 해제, 경북 민속문화재 제158호로 재지정                            |      |
| 207호   |      | 영지사대웅전및범종각 (靈芝寺大雄殿및泛鐘閣)           | 경북 영천시 대창면 용호리 14                    | 영지사               | 1988년 9월 23일 지정, 2010년 3월 11일 해제, 경북 유형문화재 제420호와 경북 문화재자료 제563호로 재지정 |      |
| 208호   |      | 풍양조씨족보판목및보각 (豊壤趙氏族譜板木및譜閣)       | 경북 상주시 남장동 376                          | 풍양조씨호군공파문중 | 1988년 9월 23일 지정                                                                                   |      |
| 209호   |      | 영덕만괴헌 (盈德晩槐軒)                               | 경북 영덕군 창수면 인량리 493                   | 신구현               | 1988년 9월 23일 지정                                                                                   |      |
| 210호   |      | 영덕수정재 (盈德水晶齋)                               | 경북 영덕군 영덕읍 구미리 250                   | 평산신씨영덕파종중   | 1988년 9월 23일 지정                                                                                   |      |
| 211호   |      | 비안공구택 (比安公舊宅)                               | 경북 안동시 풍산읍 소산리 224-3                 | 김한진               | 1989년 5월 29일 지정, 2012년 10월 22일 해제, 경북 민속문화재 제148호로 재지정                          |      |
| 212호   |      | 망호리남씨영모사 (望湖里南氏永慕祠)                   | 경북 안동시 일직면 망호리 166                   | 남선환               | 1989년 5월 29일 지정                                                                                   |      |
| 213호   |      | 남양홍씨세보 (南陽洪氏世譜)                           | 경북 군위군 군위읍 외량리 795                   | 홍순철               | 1989년 5월 29일 지정                                                                                   |      |
| 214호   |      | 광석재 (廣石齋)                                       | 경북 군위군 소보면 봉황리 699                   | 이병구               | 1989년 5월 29일 지정                                                                                   |      |
| 215호   |      | 칠탄숙강당 (七灘塾講堂)                               | 경북 군위군 군위읍 외량리 795                   | 홍순철               | 1989년 5월 29일 지정                                                                                   |      |
| 216호   |      | 양암정 (兩岩亭)                                       | 경북 군위군 소보면 내의리 629                   | 홍순철               | 1989년 5월 29일 지정                                                                                   |      |
| 217호   |      | 안산영당 (安山影堂)                                   | 경북 성주군 벽진면 자산3길 366-31               | 성주이씨대종회       | 1989년 5월 29일 지정                                                                                   |      |
| 218호   |      | 봉화상리추원재 (奉化上里追遠齋)                       | 경북 봉화군 재산면 상리 85                      | 김종원               | 1989년 5월 29일 지정, 1992년 4월 22일 해제, 해제사유 미상                                              |      |
| 219호   |      | 풍산류씨재사 (豊山柳氏齋舍)                           | 경북 봉화군 명호면 삼동리 314                   | 류영하               | 1989년 5월 29일 지정                                                                                   |      |
| 220호   |      | 화산서당 (花山書堂)                                   | 경북 경산시 갑제동 271 등                       | 장인규               | 1989년 5월 29일 지정                                                                                   |      |
| 221호   |      | 모고재 (慕古齋)                                       | 경북 영덕군 달산면 용평리 70                    | 이병수               | 1989년 5월 29일 지정                                                                                   |      |
| 222호   |      | 낙봉서원 (洛峰書院)                                   | 경북 구미시 해평면 낙성리 474                   | 낙봉서원             | 1989년 5월 29일 지정                                                                                   |      |
| 223호   |      | 영풍두월리약사여래석불 (榮豊斗月里藥師如來石佛)       | 경북 영주시 이산면 두월리 산83                  | 영주시               | 1990년 8월 7일 지정                                                                                    |      |
| 224호   |      | 장기척화비 (長鬐斥和碑)                               | 경북 포항시 남구 장기면 읍내리 107              | 포항시               | 1990년 8월 7일 지정                                                                                    |      |
| 225호   |      | 현풍곽씨십이정려각 (玄風郭氏十二旌閭閣)               | 경북 경북전역 달성군 현풍면 지리 1348-2         | 곽삼강려             | 1990년 8월 7일 지정, 1995년 5월 12일 해제, 대구 문화재자료 제29호로 재지정                             |      |
| 226호   |      | 조령산불됴심표석 (鳥嶺산불됴심標石)                   | 경북 문경시 문경읍 상초리 산42-50               | 문경시               | 1990년 8월 7일 지정                                                                                    |      |
| 227호   |      | 황장산봉산표석 (黃腸山封山標石)                       | 경북 문경시 동로면 명전리 188-1                 | 문경시               | 1990년 8월 7일 지정                                                                                    |      |
| 228호   |      | 김천과하천 (金泉過夏泉)                               | 경북 김천시 남산동 243                          | 김천시               | 1990년 8월 7일 지정                                                                                    |      |
| 229호   |      | 고령향교 (高靈鄕校)                                   | 경북 고령군 고령읍 연조리 608                   | 고령향교             | 1990년 8월 7일 지정                                                                                    |      |
| 230호   |      | 함계정사 (涵溪精舍)                                   | 경북 영천시 임고면 선원리 203-2                 | 정동선               | 1990년 8월 7일 지정                                                                                    |      |
| 231호   |      | 보경사대웅전 (寶鏡寺大雄殿)                           | 경북 포항시 북구 송라면 보경로 523 (중산리)     | .                    | 1990년 8월 7일 지정, 2013년 4월 8일 해제, 경북 유형문화재 제461호로 재지정                             |      |
| 232호   |      | 원모재 (遠慕齋)                                       | 경북 청도군 운문면 순지리 484-1                 | 김우영               | 1990년 8월 7일 지정                                                                                    |      |
| 233호   |      | 금광리장씨고택 (金光里張氏古宅)                       | 경북 영주시 평은면 금광리 840                   | 장대성               | 1991년 3월 25일 지정                                                                                   |      |
| 234호   |      | 영귀정 (詠歸亭)                                       | 경북 의성군 점곡면 서변리 319                   | 안동김씨후송재파문중 | 1991년 3월 25일 지정                                                                                   |      |
| 235호   |      | 김용사대웅전 (金龍寺大雄殿)                           | 경북 문경시 산북면 김용리 410                   | 김용사               | 1991년 3월 25일 지정, 2012년 10월 22일 해제, 경북 유형문화재 453호로 재지정                            |      |
| 236호   |      | 문경장수황씨종택 (聞慶長水黃氏宗宅)                   | 경북 문경시 산북면 대하리 460-6                 | 장수황씨문중         | 1991년 3월 25일 지정, 2013년 4월 8일 해제, 경북 민속문화재 163호로 재지정                              |      |
| 237호   |      | 창애정 (滄厓亭)                                       | 경북 봉화군 법전면 소천리 285                   | 이홍                 | 1991년 3월 25일 지정                                                                                   |      |
| 238호   |      | 북장사삼층석탑 (北長寺三層石塔)                       | 경북 상주시 내서면 북장리 38-1                  | 북장사               | 1991년 3월 25일 지정                                                                                   |      |
| 239호   |      | 압곡사선사영정 (鴨谷寺禪師影幀)                       | 경북 군위군 고로면 낙전리 674                   | 압곡사               | 1991년 3월 25일 지정                                                                                   |      |
| 239-1호 |      | 선종만은당대선사 (禪宗晩隱堂大禪師)                   | 경북 군위군 고로면 낙전리 674                   | 압곡사               | 1991년 3월 25일 지정                                                                                   |      |
| 239-2호 |      | 선교양종만우당대선사 (禪敎兩宗萬愚堂大禪師)           | 경북 군위군 고로면 낙전리 674                   | 압곡사               | 1991년 3월 25일 지정                                                                                   |      |
| 239-3호 |      | 교종보광당대선사 (敎宗寶光堂大禪師)                   | 경북 군위군 고로면 낙전리 674                   | 압곡사               | 1991년 3월 25일 지정                                                                                   |      |
| 239-4호 |      | 선종수월당대선사 (禪宗水月堂大禪師)                   | 경북 군위군 고로면 낙전리 674                   | 압곡사               | 1991년 3월 25일 지정                                                                                   |      |
| 239-5호 |      | 의상조사 (義湘祖師)                                   | 경북 군위군 고로면 낙전리 674                   | 압곡사               | 1991년 3월 25일 지정                                                                                   |      |
| 239-6호 |      | 정허당대선사 (淨虛堂大禪師)                           | 경북 군위군 고로면 낙전리 674                   | 압곡사               | 1991년 3월 25일 지정                                                                                   |      |
| 239-7호 |      | 대각등계홍제존자사명당 (大覺登階弘濟尊者四溟堂)       | 경북 군위군 고로면 낙전리 674                   | 압곡사               | 1991년 3월 25일 지정                                                                                   |      |
| 239-8호 |      | 농산당대선사 (농산당대선사)                           | 경북 군위군 고로면 낙전리 674                   | 압곡사               | 1991년 3월 25일 지정                                                                                   |      |
| 239-9호 |      | 선교양종현암당대선사 (禪敎兩宗玄庵堂大禪師)           | 경북 군위군 고로면 낙전리 674                   | 압곡사               | 1991년 3월 25일 지정                                                                                   |      |
| 240호   |      | 경주 인용사지 (慶州 仁容寺址)                         | 경북 경주시 인왕동 344-6외                      | 경주시외             | 1991년 3월 25일 지정, 2016년 1월 28일 지정, 사적 제533호로 승격                                        |      |
| 241호   |      | 군위삼존석굴모전석탑 (軍威三尊石窟模塼石塔)           | 경북 군위군 부계면 남산리 302                   | 삼존석굴사           | 1991년 5월 14일 지정                                                                                   |      |
| 242호   |      | 순흥척화비 (順興斥和碑)                               | 경북 영주시 순흥면 읍내리 314-3                 | 영주시               | 1991년 5월 14일 지정                                                                                   |      |
| 243호   |      | 영풍월호리마애석불좌상 (榮豊月呼里磨崖石佛坐像)       | 경북 영주시 문수면 월호리 산221                 | 영주시               | 1991년 5월 14일 지정                                                                                   |      |
| 244호   |      | 청량정사 (淸凉精舍)                                   | 경북 봉화군 명호면 북곡리 245                   | 진성이씨상계파중     | 1991년 5월 14일 지정, 2017년 5월 15일 해제, 경북 기념물 176호로 지정                                   |      |
| 245호   |      | 묵헌종택 (默軒宗宅)                                   | 경북 칠곡군 왜관읍 석전리 580-2                 | 이택정외 5인         | 1991년 5월 14일 지정                                                                                   |      |
| 246호   |      | 이노정 (二老亭)                                       | 경북 경북전역 달성군 구지면 내2리 443           | 제일강정 김보식      | 1991년 5월 14일 지정, 1995년 5월 22일 해지, 대구광역시 문화재자료 제30호로 재지정                      |      |
| 247호   |      | 덕양서원 (德陽書院)                                   | 경북 의성군 춘산면 대사리 618                   | 김녕김씨덕양서원종회 | 1991년 9월 6일 지정                                                                                    |      |
| 248호   |      | 오일도생가 (吳一島生家)                               | 경북 영양군 영양읍 감천리 780                   | 오상인               | 1991년 9월 6일 지정                                                                                    |      |
| 249호   |      | 사덕정 (俟德亭)                                       | 경북 봉화군 법전면 풍정리 671-2                 | 이종국               | 1991년 9월 6일 지정                                                                                    |      |
| 250호   |      | 제남헌 (濟南軒)                                       | 경북 포항시 북구 흥해읍 한동로 51               | 포항시               | 1991년 9월 6일 지정                                                                                    |      |
| 251호   |      | 기림사진남루 (祇林寺鎭南樓)                           | 경북 경주시 양북면 호암리 419                   | 기림사               | 1991년 9월 6일 지정                                                                                    |      |
| 252호   |      | 기림사약사전 (祇林寺藥師殿)                           | 경북 경주시 양북면 호암리 419                   | 기림사               | 1991년 9월 6일 지정                                                                                    |      |
| 253호   |      | 두릉서당 (杜稜書堂)                                   | 경북 봉화군 봉화읍 적덕리 748                   | 함창김씨물엄파종중   | 1991년 11월 23일 지정                                                                                  |      |
| 254호   |      | 숭덕전 (崇德殿)                                       | 경북 경주시 탑동 77                             | 신라오릉보존회       | 1992년 7월 18일 지정                                                                                   |      |
| 255호   |      | 숭신전 (崇信殿)                                       | 경북 경주시 동천동 350-7                        | 석탈해왕릉보존회     | 1992년 7월 18일 지정                                                                                   |      |
| 256호   |      | 숭혜전 (崇惠殿)                                       | 경북 경주시 황남동 216                          | 신라숭혜전보존회     | 1992년 7월 18일 지정                                                                                   |      |
| 257호   |      | 김산향교 (金山鄕校)                                   | 경북 김천시 교동 437                            | 금산향교             | 1992년 7월 18일 지정, 2013년 4월 8일 해제, 경북 유형문화재 제463호로 재지정                            |      |
| 258호   |      | 반구정재사 (伴鷗亭齋舍)                               | 경북 안동시 정상동 486                          | 고성이씨법흥문중     | 1992년 7월 18일 지정                                                                                   |      |
| 259호   |      | 두릉구택 (杜陵舊宅)                                   | 경북 안동시 길안면 현하리 464                   | 정휘국               | 1992년 7월 18일 지정                                                                                   |      |
| 260호   |      | 함벽당 (涵碧堂)                                       | 경북 안동시 서후면 광평리 1260                  | 유기운               | 1992년 7월 18일 지정                                                                                   |      |
| 261호   |      | 손종로정충비각 (孫宗老旌忠碑閣)                       | 경북 경주시 강동면 양동리 84                    | 손영호               | 1992년 7월 18일 지정                                                                                   |      |
| 262호   |      | 반송재고택 (伴松齋故宅)                               | 경북 예천군 용문면 금당실길 78-10 (상금곡 462)  | 김철훈               | 1992년 7월 18일 지정                                                                                   |      |
| 263호   |      | 비안향교 (比安鄕校)                                   | 경북 의성군 안계면 교촌리 285                   | 비안향교             | 1992년 11월 26일 지정                                                                                  |      |
| 264호   |      | 성성재종택 (惺惺齋宗宅)                               | 경북 안동시 예안면 부포리 156                   | 금만동               | 1992년 11월 26일 지정, 2013년 4월 8일 해제, 경북 민속문화재 제159호로 재지정                           |      |
| 265호   |      | 낙금당 (樂琴堂)                                       | 경북 청송군 현동면 개일리 267-4                 | 남대식               | 1992년 11월 26일 지정                                                                                  |      |
| 266호   |      | 월정리침류정 (月亭里枕流亭)                           | 경북 청송군 현서면 월정리 264                   | 김원규               | 1992년 11월 26일 지정                                                                                  |      |
| 267호   |      | 분옥정 (噴玉亭)                                       | 경북 포항시 북구 기계면 봉계1리 739             | 경주김씨동파문중     | 1992년 11월 26일 지정                                                                                  |      |
| 268호   |      | 섬암고택 (剡巖故宅)                                   | 경북 청도군 금천면 신지1리 236                  | 박성철               | 1992년 11월 26일 지정                                                                                  |      |
| 269호   |      | 명중고택 (明重故宅)                                   | 경북 청도군 금천면 신지1리 267-1                | 박성주               | 1992년 11월 26일 지정                                                                                  |      |
| 270호   |      | 운남고택 (雲南故宅)                                   | 경북 청도군 금천면 신지1리 267-2                | 박성림               | 1992년 11월 26일 지정                                                                                  |      |
| 271호   |      | 도일고택 (道一故宅)                                   | 경북 청도군 금천면 신지1리 237                  | 박승현               | 1992년 11월 26일 지정                                                                                  |      |
| 272호   |      | 금곡재 (金谷齋)                                       | 경북 안동시 임하면 금소리 509-73                | 임계엽               | 1993년 2월 25일 지정                                                                                   |      |
| 273호   |      | 삼벽당 (三碧堂)                                       | 경북 안동시 풍산읍 오미리 283                   | 김승현               | 1993년 2월 25일 지정                                                                                   |      |
| 274호   |      | 지족당 (知足堂)                                       | 경북 영덕군 창수면 인량리 472                   | 권병세               | 1993년 2월 25일 지정                                                                                   |      |
| 275호   |      | 해은고택 (海隱故宅)                                   | 경북 칠곡군 왜관읍 매원리 341                   | 이수전               | 1993년 2월 25일 지정                                                                                   |      |
| 275-1호 |      | 정침 (正寢)                                           | 경북 칠곡군 왜관읍 매원리 341                   | 이수전               | 1993년 2월 25일 지정                                                                                   |      |
| 275-2호 |      | 사랑채 (사랑채)                                       | 경북 칠곡군 왜관읍 매원리 341                   | 이수전               | 1993년 2월 25일 지정                                                                                   |      |
| 275-3호 |      | 곳간채 (곳간채)                                       | 경북 칠곡군 왜관읍 매원리 341                   | 이수전               | 1993년 2월 25일 지정                                                                                   |      |
| 275-4호 |      | 사당 (祠堂)                                           | 경북 칠곡군 왜관읍 매원리 341                   | 이수전               | 1993년 2월 25일 지정                                                                                   |      |
| 275-5호 |      | 대문채 (대문채)                                       | 경북 칠곡군 왜관읍 매원리 341                   | 이수전               | 1993년 2월 25일 지정                                                                                   |      |
| 276호   |      | 사미정 (四未亭)                                       | 경북 봉화군 법전면 소천리 554                   | 조우철               | 1993년 2월 25일 지정, 2013년 4월 8일 해제, 경북 유형문화재 제477호로 재지정                            |      |
| 277호   |      | 영주상망동석불좌상 (榮州上望洞石佛坐像)               | 경북 영주시 상망동 산19-2                       | 영주시               | 1993년 11월 30일 지정                                                                                  |      |
| 278호   |      | 대은종택 (臺隱宗宅)                                   | 경북 영덕군 영해면 괴시리 581                   | 권기탁               | 1993년 11월 30일 지정                                                                                  |      |
| 279호   |      | 고령대평리분청사기요지 (高靈大坪里粉靑沙器窯址)       | 경북 고령군 운수면 대평리 산252                 | .                    | 1993년 11월 30일 지정                                                                                  |      |
| 280호   |      | 구강재 (龜岡齋)                                       | 경북 성주군 금수면 성주로 1037                  | 성주여씨월회당종중   | 1993년 11월 30일 지정                                                                                  |      |
| 281호   |      | 봉두리영모재 (鳳頭里永慕齋)                           | 경북 성주군 금수면 사더래길 118-58              | 청주한씨종중         | 1993년 11월 30일 지정                                                                                  |      |
| 282호   |      | 백룡사석조여래좌상 (白龍寺石造如來坐像)               | 경북 영주시 풍기읍 수철리 산17-1                | 영주시               | 1993년 11월 30일 지정                                                                                  |      |
| 283호   |      | 봉화운계리폐탑 (奉化雲溪里廢塔)                       | 경북 봉화군 상운면 운계리 140-1                 | 봉화군               | 1993년 11월 30일 지정                                                                                  |      |
| 284호   |      | 소계정 (小溪亭)                                       | 경북 경북전역 달성군 옥포면 가세리 714          | .                    | 1994년 4월 16일 지정                                                                                   |      |
| 285호   |      | 유우당 (惟于堂)                                       | 경북 영양군 석포면 원리 106                     | 김기홍               | 1994년 4월 16일 지정                                                                                   |      |
| 286호   |      | 덕암서원 (德巖書院)                                   | 경북 성주군 월항면 유월3길 29-72                | 경산이씨덕암서당종중 | 1994년 4월 16일 지정                                                                                   |      |
| 287호   |      | 백인당 (百忍堂)                                       | 경북 성주군 월항면 안포1길 36-1                 | 경산이씨백인당종중   | 1994년 4월 16일 지정                                                                                   |      |
| 288호   |      | 청암사보광전 (靑巖寺普光殿)                           | 경북 김천시 증산면 평촌리 685                   | 청암사               | 1994년 4월 16일 지정                                                                                   |      |
| 289호   |      | 금릉태화리석조보살입상 (金陵太和里石造菩薩立像)       | 경북 김천시 봉산면 태화리 590                   | 김천시               | 1994년 4월 16일 지정                                                                                   |      |
| 290호   |      | 니양서원 (尼陽書院)                                   | 경북 경북전역 달성군 현풍면 대리 907-3,4        | .                    | 1994년 9월 29일 지정                                                                                   |      |
| 291호   |      | 기곡재사 (崎谷薺舍)                                   | 경북 청송군 파천면 신기리 427                   | .                    | 1994년 9월 29일 지정                                                                                   |      |
| 292호   |      | 풍호정주사 (風乎停廚舍)                               | 경북 청송군 진보면 합강리 24                    | .                    | 1994년 9월 29일 지정                                                                                   |      |
| 292-1호 |      | 주사 (廚舍)                                           | 경북 청송군 진보면 합강리 24                    | .                    | 1994년 9월 29일 지정                                                                                   |      |
| 292-2호 |      | 풍호정 (風乎亭)                                       | 경북 청송군 진보면 합강리 24                    | .                    | 1994년 9월 29일 지정                                                                                   |      |
| 293호   |      | 존재종택및명서암.우헌정 (存齋宗宅및冥棲庵.于軒亭)     | 경북 영덕군 창수면 오촌리 318-1,336-1.232       | .                    | 1994년 9월 29일 지정                                                                                   |      |
| 293-1호 |      | 존재종택 (存齋宗宅)                                   | 경북 영덕군 창수면 오촌리                       | .                    | 1994년 9월 29일 지정                                                                                   |      |
| 293-2호 |      | 명서암 (冥棲庵)                                       | 경북 영덕군 창수면 오촌리                       | .                    | 1994년 9월 29일 지정                                                                                   |      |
| 293-3호 |      | 우헌정 (于軒亭)                                       | 경북 영덕군 창수면 오촌리                       | .                    | 1994년 9월 29일 지정                                                                                   |      |
| 293-4호 |      | 관리사 (管理舍)                                       | 경북 영덕군 창수면 오촌리                       | .                    | 1994년 9월 29일 지정                                                                                   |      |
| 294호   |      | 불령사전탑 (佛靈寺塼塔)                               | 경북 청도군 매전면 용산리 산98                  | 불령사               | 1994년 9월 29일 지정                                                                                   |      |
| 295호   |      | 주륵사폐탑 (朱勒寺廢塔)                               | 경북 구미시 도개면 다곡리 산123                 | .                    | 1994년 9월 29일 지정                                                                                   |      |
| 296호   |      | 전모례가정 (傳毛禮家井)                               | 경북 구미시 도개면 도개리 360-4                 | 구미시               | 1994년 9월 29일 지정                                                                                   |      |
| 297호   |      | 구산서당주사 (龜山書堂廚舍)                           | 경북 봉화군 상운면 구천리 324-6                 | 전경우               | 1994년 9월 29일 지정                                                                                   |      |
| 297-1호 |      | 주사 (廚舍)                                           | 경북 봉화군 상운면 구천리 324-6                 | 전경우               | 1994년 9월 29일 지정                                                                                   |      |
| 297-2호 |      | 구산서당 (龜山書堂)                                   | 경북 봉화군 상운면 구천리 324-6                 | 전겨우               | 1994년 9월 29일 지정                                                                                   |      |
| 298호   |      | 경체정 (景棣亭)                                       | 경북 봉화군 법전면 법전리 137                   | 강석한               | 1994년 9월 29일 지정, 2017년 5월 15일 해제, 경북 유형문화재 508호로 재지정                             |      |
| 299호   |      | 동암서당 (東巖書堂)                                   | 경북 봉화군 봉화읍 석평리 332                   | 안동권씨입석문중     | 1994년 9월 29일 지정                                                                                   |      |
| 300호   |      | 울진 소광리 황장봉계 표석 (蔚珍 召光里 黃腸封界 標石) | 경북 울진군 서면 십이령로 2249옆(소광리 산 262) | 울진군               | 1994년 9월 29일 지정                                                                                   |      |

## 참고 자료
- 경상북도 고시/공고